# Seth Nilsson (fotograf)
Seth Nilsson, född 23 januari 1971, är en svensk naturfotograf. 

## Utmärkelser
- 2002 - Föreningen Naturfotografernas och Kodaks naturfotostipendium
- 2009 - Karlskrona kommuns miljöpris